# Enrico Lionne
Enrico Lionne, pseudonimo di Enrico della Leonessa (Napoli, 12 luglio 1865 – Napoli, 16 giugno 1921), è stato un pittore e disegnatore italiano.

## Biografia
Pittore di ritratti intimisti, Enrico Lionne ha realizzato illustrazioni per le testate Capitan Fracassa e Don Chisciotte. Nel 1895 aderì al Divisionismo, dipingendo piccole scene di genere, incentrate sulla piccola borghesia. Un soggiorno a Parigi lo ha avvicinato ad alcuni temi dell'Impressionismo. È stato anche un arguto caricaturista e un celebre collaboratore al quotidiano Il Giornale di Roma.
Sue opere sono conservate presso la Galleria nazionale d'arte moderna e contemporanea di Roma.
La Galleria dell'Accademia di belle arti di Napoli, dove si era formato, possiede Colombian (olio su tela, 150x80).